# 디스크 브레이크

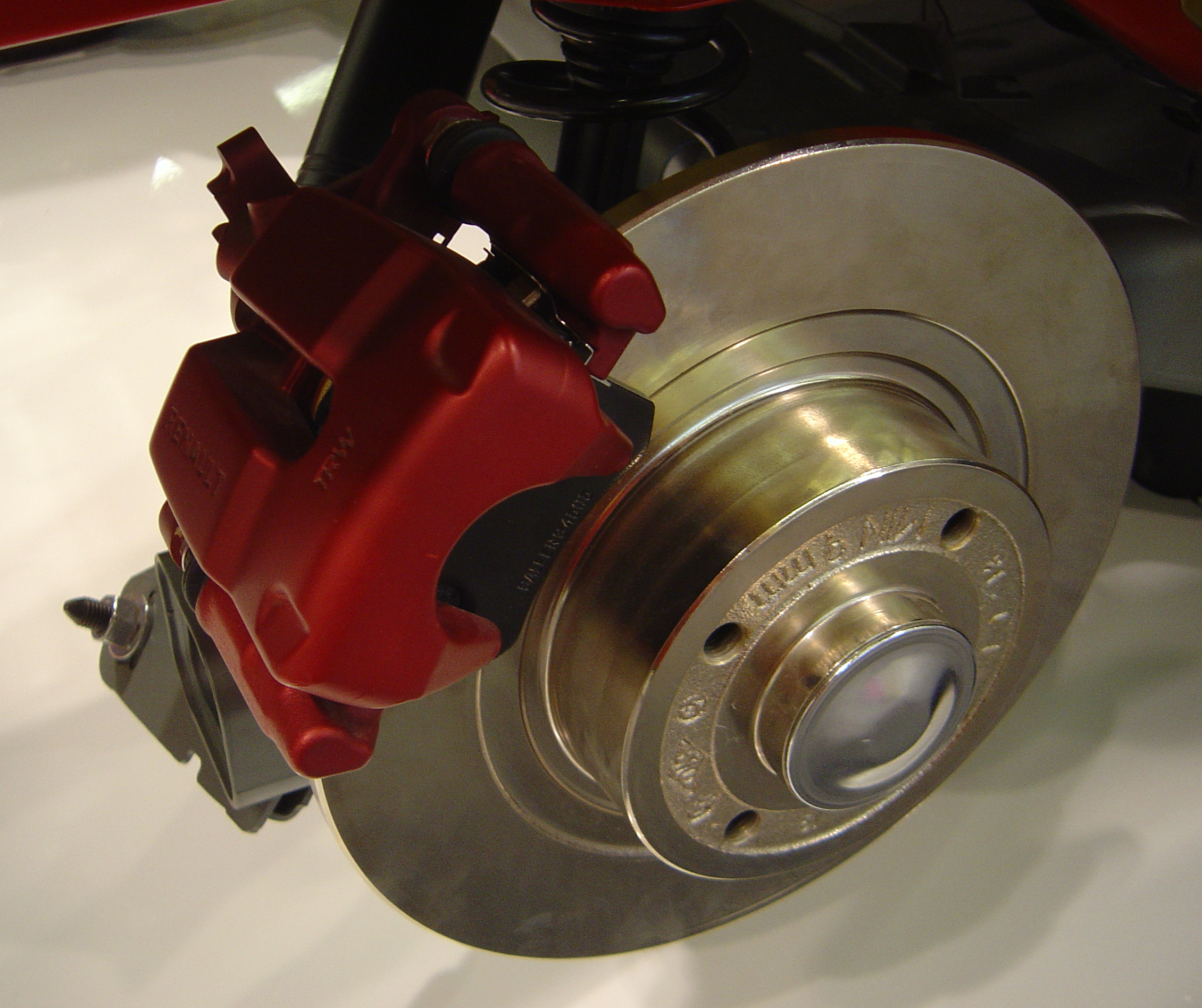
자동차의 디스크 브레이크를 확대한 모습.

디스크 브레이크(영어: disc brake)는 차량 축처럼 샤프트의 회전을 지연시키는 마찰력을 만들기 위해 디스크(회전자)에 한 쌍의 브레이크 패드를 끼어넣는 캘리퍼스를 사용하는 브레이크의 일종으로, 회전 속도를 줄이거나 유지시키기 위해 사용한다.
드럼 브레이크와 비교할 때, 디스크 브레이크는 더 나은 제동 성능을 제공하는데 그 이유는 디스크가 더 쉽게 냉각되기 때문이다.

## 역사

### 초기 실험
디스크 브레이크의 개발은 1890년대에 잉글랜드에서 시작되었다.
최초의 캘리퍼 타입의 자동차 디스크 브레이크는 1902년 Birmingham의 공장에서 프레데릭 윌리엄 란체스터에 의해 특허를 받았으며 란체스터 자동차에 성공적으로 사용되었다. 그러나 당시 금속의 선택에 제한이 있었기 때문에 디스크에 행해지는 브레이크 매체로 구리를 사용해야 했다. 당시 먼지투성이의 거친 트랙 등 도로의 상태가 좋지 않았으므로 구리는 빠르게 마모되었고 시스템에 무리를 주었다.
비행기와 탱크에 응용이 성공적으로 이루어진 것은 제2차 세계 대전 중이다.

### 자동차 경주에서의 첫 사용
디스크 브레이크를 경주에 처음 사용한 것은 1951년으로, Girling이 생산한 포뮬러 원 자동차 BRM 타입 15 중 하나에 처음 쓰였다.

### 대량 생산
현대의 디스크 브레이크의 대량 생산은 1955년 시트로엥 DS에 적용된 것으로 수많은 이노베이션 가운데 캘리퍼 타입의 전면 디스크 브레이크가 특징이었다.

## 특허
- GB 190226407 Lanchester Frederick William Improvements in the Brake Mechanism of Power-propelled Road Vehicles 1903-10-15
- US 1721370 Boughton Edward Bishop Brake for use on vehicles 1929-07-16
- GB 365069 Rubury John Meredith Improvements in control gear for hydraulically operated devices and particularly brakes for vehicles 1932-01-06
- GB 377478 Hall Frederick Harold Improvements in wheel cylinders for hydraulic brakes 1932-07-28
- US 1954534 Norton Raymond J. Brake 1934-04-10
- US 1959049 Buus Niels Peter Valdemar Friction Brake 1934-05-15
- US 2028488 Avery William Leicester Brake 1936-02-21
- US 2084216 Poage Robert A. and Poage Marlin Z. V-type brake for motor vehicles 1937-06-15
- US 2140752 La Brie Brake 1938-12-20
- DE 695921 Borgwar Carl Friedrich Wilhelm Antriebsvorrichtung mit hydraulischem Gestaenge... 1940-09-06
- US 2366093 Forbes Joseph A. Brake 1944-12-26
- US 2375855 Lambert Homer T. Multiple disk brake 1945-05-15
- US 2405219 Lambert Homer T. Disk brake 1946-08-06
- US 2416091 Fitch Fluid pressure control mechanism 1947-02-12
- US 2466990 Johnson Wade C, Trishman Harry A, Stratton Edgar H. Single disk brake 1949-04-12
- US 2485032 Bryant Brake apparatus 1949-10-08
- US 2544849 Martin Hydraulic brake automatic adjuster 1951-03-13
- US 2591793 Dubois Device for adjusting the return travel of fluid actuated means 1952-04-08
- US 2746575 Kinchin Disc brakes for road and other vehicles 1956-05-22
- ES 195467Y Sanglas Freno de disco para motociclos 1975-07-16